# Československý protichemický prapor v Perském zálivu 1990–1991
Československý protichemický prapor v Perském zálivu působil v období 1990–1991 na základě Dohody mezi vládou České a Slovenské Federativní Republiky a vládou Království Saúdské Arábie o činnosti a podmínkách pobytu československých vojenských specialistů na území Saúdské Arábie podepsanou v Praze a v Rijádu v listopadu 1990.
Názory na účast jednotky v Perském zálivu se v ČSFR ostře diferencovaly a spektrum názorů jako kdyby odráželo vnitřní situaci, domácí třenice, rozpory a nejistoty.

## Základní fakta
Vážnost ČSFR a její prestiž v souvislosti s postojem na straně koalice vzrostla (a bude mít odraz i do budoucnosti) – na druhé straně část veřejnosti doma zaujala stanovisko odmítavé. Československá armáda přikročila po mnoha letech k činu (který je vysoce hodnocen opět v zahraničí) – na druhé straně většina kritizujících doma vidí zásadně chyby. Na celém světě se stávají armády vysoce funkční složkou, organizovanou proti „zlu“ (tedy nejen proti vnějšímu nepříteli, ale také proti katastrofám, živelním pohromám, technologickým výpadkům). Stávají se, vzhledem k integračním snahám a vědomy si logického nárůstu pacifistických hnutí – aktivní složkou, schopnou účinně zasahovat tam, kde jiní nejsou schopni. Na druhé straně v ČSFR armáda vytváří novou doktrínu, musí se úměrně situaci doma i ve světě přeorganizovat, ale v očích většiny zůstává symbolem totality (což vychází nepřímo z vlivu minulosti a ze struktury každé armády).
V případě války v Perském zálivu se ČSFR postavila na stranu spravedlnosti (podle principu OSN), fakticky proti "zlu" a byly to vlastně první zkušenosti armády v duchu jejího nového, současného principu. Jednotka byla vytvořena za zásadě principu dobrovolného rozhodnutí a všichni účastníci si byli vědomi značného rizika. Z ekonomického hlediska byla účast jednotky hrazena výhradně Saúdskou Arábií, stejně tak byli i účastníci odměňováni, navíc zvací strana odkoupila převážnou část technických prostředků. Není třeba účast čs. jednotky glorifikovat, i když ironií historie zůstává, že za svobodu obecných ideálů (a vlastní země) naši vojáci převážně bojovali vždy v zahraničí. Pokud uvážíme výčet 26 států koalice v duchu OSN, přispělo ČSFR poprvé v historii k aktivní snaze světa rychle zamezit pokusu o destabilizaci. (Šlo téměř o nový celosvětový konflikt, uvážíme-li, že 26 států se spojilo ze všech světadílů). Z tohoto pohledu bude muset posoudit účast naší jednotky v Perském zálivu (jako už mnohokrát předtím) – historie.

## Základní informace o čs. samostatném protichemickém praporu v Saúdské Arábii
Pomoc ČSFR na straně spojenců spočívá ve vytvoření malého, ale dobře připraveného Samostatného speciálního protichemického praporu. Jejím účelem je především likvidace následků chemického útoku, případně první zdravotnická pomoc zasaženým.

### Tomuto účelu odpovídá složení jednotky
- Velitelství a štáb.
- Jednotky: 3x protichemický odřad – zdravotnický odřad.
- Zabezpečovací jednotky – rota týlového a technického zabezpečení – strážní rota – spojovací četa – skupina učitelů protichemického zabezpečení a chemického materiálně technického zabezpečení. V 1. etapě bylo vysláno 169 vojáků a v 2. etapě byla jednotka doplněna na 198.
- Z celkového počtu je 56% vojáků z povolání, zbytek tvoří vojáci základní služby, kteří se v okamžiku nasazení stali vojáky v další činné službě.
- Velitel jednotky – plk. Ing. Ján VALÓ (Zná podmínky v oblasti Středního východu. Několik let působil na vysoké vojenské škole v Egyptě. Ovládá několik jazyků a je i zkušeným diplomatem.).

### Smysl vyslání československé jednotky
- Saúdskoarabská armáda nedisponuje v současnosti významnějším chemickým vojskem a proto dala přednost nabídce ČSFR před nabídkami některých dalších evropských států, které přišly s návrhem na vyslání bojových jednotek.
- Myšlenka na vytvoření "Samostatného speciálního protichemického praporu" má svůj smysl nejen politický a diplomatický (postavit se na obranu celosvětového mínění fakticky), ale je i otázkou etickou a ekonomickou.
- Ponecháme-li stranou otázky lidskosti (pomoc při zjišťování přítomnosti chemických látek, likvidaci následků pro obyvatelstvo a pomoc Saúdskoarabské armádě), jeví se pomoc v Saúdské Arábii jako výchozí bod pro vzájemně výhodné a perspektivní možnosti další spolupráce obchodní, což v současné době pro čs. ekonomiku a energetické potřeby není zanedbatelné.

### Některé druhy používané techniky
Úkolem chemického průzkumu je odběr vzorků, které jsou vyhodnocovány v dobře vybavených vlastních laboratořích. Ty jsou schopny během padesáti minut utvořit chemický vzorec použité bojové otravné látky. Naše protichemická jednotka je vybavena v mnoha směrech výrobky srovnatelnými se špičkovými zahraničními.

### K dispozici jednotka má
- Každý voják kromě ochranné masky OM-10M a protichemické pláštěnky JP-75 i novinku z posledních let filtrační ochranný převlek FOP-85. (Hlavní důraz byl položen na dokonalou ochranu především vlastních osob v případě, že by v oblasti působení byly skutečně použity chemické zbraně. Všechny dosud používané prostředky byly izolační, tzn., že tělo v nich bylo hermeticky uzavřeno. To samozřejmě zabraňovalo přístupu otravných látek, ale na druhé straně docházelo k pocení a přehřívání organismu. Tyto nedostatky odstraňuje do značné míry zavedení filtračních oděvů jako je FOP-85).
- Další použitý ochranný oděv OPCH-90 (nedávno dokončený), znamená možnost v případě nutnosti použití až do 24 hodin a to i v letních podmínkách. Nucený přívod filtrovaného vzduchu, vháněný zvláštní filtrační jednotkou nošenou na zádech do celého oděvu, znamená v podmínkách působení naší jednotky důležitý faktor (z hlediska podmínek podnebí). Nový typ ochranné masky umožňuje i přijímání tekutin v prostoru zamoření, což je pro lidský organismus podstatné.
- Pro úkoly chemického a radiačního průzkumu je vybavena jednotka průzkumnými aparaturami na terénních automobilech UAZ – (později i obrněný transportér, který navíc zajišťuje aktivní bezpečnost proti pěchotním zbraním).
- Aparatura: automatický signalizátor otravných látek GSP-71, radiometrický přístroj pro měření úrovně radiace AS-57 a chemický průkazník CHP-71 pro určování druhu otravných látek. Pro odmořování terénu, staveb, techniky apod. je k dispozici odmořovací automobil ARS-12M na Praga V3S.
- K provádění radiačního průzkumu a kontroly radioaktivního zamoření jsou k dispozici moderní digitální dozimetrické přístroje DP-86. Rychlou analýzu chemických látek umožňuje vedle velké pojízdné a dobře vybavené laboratoře AL-1 provádět rovněž přenosná chemická laboratoř PCHL-90. Také v tomto případě se jedná o nejnovější vývojový typ. K dispozici jsou rovněž prototypy velmi jednoduchého a přitom účinného prostředku pro rychlou detekci nejnebezpečnějších otravných látek organofosfátového typu, který nese pracovní označení DETEHIT. Pro přepravu nákladů slouží automobily T-815 (TATRA), které jsou rovněž ve výzbroji armády Království Saúdské Arábie a USA.
- Zdravotnický materiál byl vybaven následující zdravotnickou technikou: – převazovna polní POP 1x na podvozku Praga V3S – automobil zdravotnický malý terénní 2x na podvozku UAZ A 52 – souprava koupací malá MKS 4x přenosná zdrav. technika a dále zdravotnický materiál a technika podle předpisu Zdrav-9-4 a vlastních požadavků NZS jednotky.

## Stručná kronika vzniku a působení SPCHJ z ČSFR v oblasti Perského zálivu
- 23.09.1990 Na základě prohlášení prezidenta ČSFR k situaci v oblasti Perského zálivu a doporučením ministra obrany – byl připraven návrh na vyslání speciální protichemické jednotky pro oblast Perského zálivu k nasazení v rámci mnohonárodních sil. Návrh na vysláni SPCHJ, vytvořené z řad dobrovolníků byl předložen FS ČSFR, které s vysláním jednotky vyslovilo souhlas.
- 10.10.1990 Zahájení stmelovacího výcviku ve Slaném, soustředění vybrané techniky a materiálu. Jednotka přešla do přímé podřízenosti náčelníka správy zahraničních vztahů GŠ.
- 03.-07.11.1990 Jednání v Království Saúdské Arábie (KSA) o podmínkách pobytu čsl. vojenských specialistů na území KSA. Příprava Dohody a Ujednání.
- 19.11.1990 Podpis Dohody ministrem obrany ČSFR za vládu ČSFR.
- 21.23.11.1990 Jednání v KSA a podpis Dohody princem CHÁLIDEM za vládu KSA a ujednání mezi MO ČSFR a MO KSA podepsané generálem JINDROU a princem CHÁLIDEM.
- 11.-14.12.1990 Zahájen přesun jednotky do Saúdské Arábie. Přeprava zajištěna letouny amerického vojenského letectva C-5 GALAXY. První den uskutečněny 3 lety, další den3, třetí den 4 a poslední den 3 lety. Poslední letoun opustil letiště v Praze 14.12.1990 ve 22:15. (Všechny stroje po mezipřistání na základně v Madridu doplnění paliva a výměně posádky pokračovaly přímo do města krále Chálida, vzdáleného asi 500 km od Rijádu v Saúdské Arábii. Přeprava vzduchem proběhla bez problémů a celá protichemická jednotka byla 15.12.1990 v odpoledních hodinách na místě určení). Jednotka si v místě určení zvyká na podmínky odlišného podnebního pásma. Buduje tábor, včetně strážního (ženijního zabezpečení).
- 01.01.1991 Čs. protichemická jednotka je v Saúdské Arábii nasazena pro zajištění úkolů a v souladu s dohodou podepsanou vládami ČSFR a Saúdské Arábie: 2 protichemické odřady jsou dislokovány v týlu dvou Saúdskoarabských brigád ve vzdálenosti cca 35 až 45 km od Iráckých a Kuvajtských hranic. 1 odřad a zdravotní odřad mají sídlo u města krále Chálida v hlubokém týlu. (Svým působením naplňuje jednotka původní humanitární charakter, se kterým byla do oblasti vyslána. Jednotka nemění svůj účel podle toho, kde je nasazena. Ze své vojenské povahy se nemůže zúčastnit bojů. Velitel jednotky je přímo podřízen čs. představitelům, ale ve strategickém smyslu musí její činnost být koordinována se Spojeneckým velením). Čs. rozhlas připravuje speciální vysílání – výměna informací je vzájemná. Jednotka v místech svého rozmístění plní v souladu s ustanoveními mezivládní dohody tyto úkoly: provádět pro saúdskoarabské síly chemický a radiační průzkum v případě nepřátelského použití chemických zbraní podporovat saúdskoarabské síly při likvidaci jejich následků v rozsahu, který je stanoven kapacitními možnostmi jednotky varovat saúdskoarabské obyvatelstvo před chemickým a radiačním nebezpečím školit saúdskoarabský personál v oblasti protichemické ochrany včetně poskytnutí technické pomoci.
- 12.-15.01.1991 Doplnění jednotky chemickým, zdravotnickým, technickým a týlovým materiálem nutným pro život a plnění úkolů jednotkou.
- 15.01.1991 Vypršení ultimáta OSN, očekávání konfliktu mezi Irákem a mezinárodní koalicí. Čs. jednotka je připravena plnit úkoly dané zaměřením.
- 16.01.1991 FS ČSFR vyslovilo souhlas s Dohodou mezi vládou ČSFR a vládou KSA o činnosti a podmínkách pobytu čs. vojenských specialistů na území KSA podepsanou v Praze dne 19.11.1990 a v Rijádu 22.11.1990.
- 18.01.1991 Přišel o život četař čs. jednotky. Příčinou byla nešťastná náhoda při manipulaci se zbraní po vyhlášení poplachu.
- 05.-10.02.1991 Jednotka doplněna o 37 dalších vojáků, potřebnou výstroj, výzbroj, potraviny a zdravotní materiál. Zpět do ČSFR se z osobních důvodů vrátilo 7 příslušníků.
- 27.02.1991 Saúdskoarabský letoun C 130 Herkules dopravil pro SPCHJ novou vojenskou techniku z ČSFR, umožňující další průzkum. Jedná se o obrněný transportér pro chemický průzkum (a zároveň vhodnou ochranu proti pěchotním zbraním), spojovací materiál, informační a další.
- 27.02.1991 Překročily 2 protichemické oddíly přidělené k brigádám Saúdskoarabské brigády hranice Kuvajtu. (Postupovaly s 20. tankovou brigádou, v jejich týlu ve směru Rukví, Chauní, Džahru a Kuvajt City. V rámci průzkumu pátrají po přítomnosti chemických zbraní, zabezpečují protichemickou ochranu a zneškodňují chem. munici v bývalých kasárnách kuvajtské armády).
- 28.02.1991 Po 1014 hodinách od vypuknutí skutečného válečného konfliktu je vyhlášen klid zbraní (03:00 SEČ).
- 01.03.1991 V souvislosti s ukončením války dochází ke změnám v rozmístění některých částí čs. jednotky v regionu: Štáb a velení čs. SPCHJ zůstává na základně u Vojenského města krále Chálida, kde jsou rovněž dislokovány části dalších jednotek a štáby vojsk spojenecké koalice – především USA, Francie, V.Británie, Egypta, Sýrie. Část jednotky Čs. se přemisťuje severním směrem ke Kuvajtské hranici od Hafar-Al-Batinu. Základní tábor – 40 km jihovýchodně od Kuvajt City. 2 odřady zůstávají u brigád Saúdskoarabské armády a nacházejí se zhruba 30 – 40 km jihovýchodně od Kuvajtu.
- 07.03.1991 Velitel naší jednotky zajišťuje od tohoto data střežení objektů čs. velvyslanectví v Kuvajt City. (07.03.1991 – prohlídka stavu objektů a následné vyčlenění strážného oddílu). Stav podmínek v oblasti Kuvajtu: teploty začínají stoupat, počasí na severovýchodě negativně ovlivňuje hustý kouř z hořících naftových polí Kuvajtu. Často je nutno i přes den používat osvětlení.
- 21.03.1991 Na základě ujednání ke smlouvě, dochází k inventarizaci materiálu čs. jednotky, který bude předán saúdskoarabské armádě a zůstane na místě. (Odsun jednotky se předpokládá po uzavření mírových smluv a pokud spojenecké velení nebude uvažovat o obnovení vojenských operací). Podle upřesnění zanechá čs. jednotka na místě celkem 70 vozidel, včetně detekční techniky a odmořovacích souprav. Dále lehká terénní vozidla vybavena pro chemický průzkum, speciální techniku pro odmořování osob, zařízení a terénu, ale i Tatry a pojízdnou lékařskou ošetřovnu a obrněný transportér pro chemický průzkum.
- 26.03.1991 Situace u jednotky se nemění. Zvýšená bezpečnostní opatření, protože se vojáci pohybují v místech rozsáhlých minových polí.
- 28.03.1991 Celkem čs. jednotka rozmístěna v 5 táborech – 198 vojáků. Přípravy na stahování jednotky a návrat do vlasti do 2 měsíců.
- 06.04.1991 V odpoledních hodinách byli v prostoru základního tábora v Kuvajtu – asi 45 km od stejnojmenného hlavního města zraněni 2 příslušníci čs. jednotky výbuchem neznámé trhaviny. Zranění obou četařů charakterizoval ošetřující lékař jako lehké.
- 19.04.1991 Z vážných rodinných důvodů se do ČSFR vrátili dva příslušníci jednotky.
- 22.04.1991 Rozhodnuto o návratu větší části příslušníků SPCHJ do ČSFR s tím, že v Království Saúdské Arábie zůstane část příslušníků zabezpečení školení specialistů saúdskoarabských ozbrojených sil.
- 24.04.1991 Tímto dnem zahajuje velitel čs. SPCHJ stahování jednotlivých částí z Kuvajtu zpět do Saúdské Arábie.
- 06.05.1991 Návrat prvních 60 příslušníků čs. SPCHJ do ČSFR.